# Llista de monuments de Bellcaire
Llista de monuments de Bellcaire (Gard) registrats com a monuments històrics, bé catalogats d'interès nacional (classé) o bé inventariats d'interès regional (inscrit).
| Monument                                                         | Prot. | Època           | Localització                                            | Coordenades                                            | Codi?      | Imatge |
| ---------------------------------------------------------------- | ----- | --------------- | ------------------------------------------------------- | ------------------------------------------------------ | ---------- | --- |
| Museu                                                            | Inv.  | Segle XV        | Bellcaire 27 rue Barbès                                 | 43° 48′ 25″ N, 4° 38′ 46″ E / 43.80699°N,4.646206°E    | PA00103019 | Museu · Vegeu més fotos d'aquest monument · Carregueu una nova foto d'aquest monument                                                            |
| Edifici                                                          | Inv.  |                 | Bellcaire 28 rue Barbès                                 | 43° 48′ 25″ N, 4° 38′ 46″ E / 43.8070738°N,4.6462309°E | PA00102987 | Edifici · Vegeu més fotos d'aquest monument · Carregueu una nova foto d'aquest monument                                                          |
| Nínxol amb estàtua                                               | Inv.  |                 | Bellcaire rue Barbès; 24 rue des Bijoutiers             | 43° 48′ 28″ N, 4° 38′ 46″ E / 43.807795°N,4.646238°E   | PA00103020 | Nínxol amb estàtua · Vegeu més fotos d'aquest monument · Carregueu una nova foto d'aquest monument                                               |
| Hôtel de Linage                                                  | Inv.  | Segle XVIII     | Bellcaire 2 rue Baudin                                  | 43° 48′ 24″ N, 4° 38′ 51″ E / 43.806601°N,4.64749°E    | PA30000060 | Hôtel de Linage · Vegeu més fotos d'aquest monument · Carregueu una nova foto d'aquest monument                                                  |
| Casa                                                             | Inv.  |                 | Bellcaire 11 rue des Bijoutiers                         | 43° 48′ 28″ N, 4° 38′ 45″ E / 43.8078735°N,4.6458998°E | PA00103005 | Casa · Carregueu una nova foto d'aquest monument                                                                                                 |
| Casa                                                             | Inv.  |                 | Bellcaire 13 rue des Bijoutiers                         | 43° 48′ 28″ N, 4° 38′ 45″ E / 43.8078916°N,4.6458109°E | PA00103006 | Casa · Carregueu una nova foto d'aquest monument                                                                                                 |
| Casa                                                             | Inv.  |                 | Bellcaire 15 rue des Bijoutiers                         | 43° 48′ 28″ N, 4° 38′ 46″ E / 43.80789°N,4.646055°E    | PA00103007 | Casa · Carregueu una nova foto d'aquest monument                                                                                                 |
| Casa                                                             | Inv.  |                 | Bellcaire 17 rue des Bijoutiers                         | 43° 48′ 28″ N, 4° 38′ 46″ E / 43.807892°N,4.646114°E   | PA00103008 | Casa · Carregueu una nova foto d'aquest monument                                                                                                 |
| Casa                                                             | Inv.  |                 | Bellcaire 19 rue des Bijoutiers                         | 43° 48′ 29″ N, 4° 38′ 47″ E / 43.8079261°N,4.646486°E  | PA00103009 | Casa · Carregueu una nova foto d'aquest monument                                                                                                 |
| Edifici                                                          | Inv.  |                 | Bellcaire 22 rue des Bijoutiers; rue Barbès             | 43° 48′ 28″ N, 4° 38′ 46″ E / 43.8078587°N,4.6460921°E | PA00102988 | Edifici · Vegeu més fotos d'aquest monument · Carregueu una nova foto d'aquest monument                                                          |
| Casa                                                             | Inv.  |                 | Bellcaire 7 rue des Bijoutiers                          | 43° 48′ 28″ N, 4° 38′ 44″ E / 43.8078587°N,4.645625°E  | PA00103004 | Casa · Vegeu més fotos d'aquest monument · Carregueu una nova foto d'aquest monument                                                             |
| Edifici                                                          | Inv.  | Segle XVIII     | Bellcaire 21 rue du Château                             | 43° 48′ 30″ N, 4° 38′ 33″ E / 43.8083232°N,4.6426388°E | PA00102989 | Edifici · Vegeu més fotos d'aquest monument · Carregueu una nova foto d'aquest monument                                                          |
| Casa                                                             | Inv.  | Segle XV        | Bellcaire 17 rue E.-Jamais                              | 43° 48′ 29″ N, 4° 38′ 25″ E / 43.80804°N,4.640317°E    | PA00103010 | Casa · Vegeu més fotos d'aquest monument · Carregueu una nova foto d'aquest monument                                                             |
| Tres mil·liaris, dits Colonnes de César o Peyrous Plantadous     | Cat.  | Alt Imperi      | Bellcaire Clos des Mélettes                             | 43° 48′ 58″ N, 4° 35′ 57″ E / 43.81609°N,4.59929°E     | PA00102974 | Tres mil·liaris, dits Colonnes de César o Peyrous Plantadous · Vegeu més fotos d'aquest monument · Carregueu una nova foto d'aquest monument     |
| Església Saint-Paul, antiga església dels Cordeliers             | Cat.  | Segles XIV-XV   | Bellcaire rue Eugène-Vigne                              | 43° 48′ 23″ N, 4° 38′ 42″ E / 43.8065°N,4.6449°E       | PA00102984 | Església Saint-Paul, antiga església dels Cordeliers · Vegeu més fotos d'aquest monument · Carregueu una nova foto d'aquest monument             |
| Edifici, antic convent dels Cordeliers                           | Cat.  | Segle XVI       | Bellcaire 26 rue Eugène-Vigne                           | 43° 48′ 23″ N, 4° 38′ 44″ E / 43.8064898°N,4.6454948°E | PA00102990 | Edifici, antic convent dels Cordeliers · Vegeu més fotos d'aquest monument · Carregueu una nova foto d'aquest monument                           |
| Edifici                                                          | Inv.  |                 | Bellcaire 32bis rue Eugène-Vigne                        | 43° 48′ 23″ N, 4° 38′ 46″ E / 43.806462°N,4.646074°E   | PA00102991 | Edifici · Carregueu una nova foto d'aquest monument                                                                                              |
| Edifici                                                          | Inv.  | Segle XVIII     | Bellcaire 33 rue Eugène-Vigne                           | 43° 48′ 24″ N, 4° 38′ 47″ E / 43.806528°N,4.646353°E   | PA00102992 | Edifici · Carregueu una nova foto d'aquest monument                                                                                              |
| Casa                                                             | Inv.  | Segle XVII      | Bellcaire place de l'Hôtel-de-Ville                     | 43° 48′ 25″ N, 4° 38′ 37″ E / 43.807065°N,4.643476°E   | PA00103011 | Casa · Vegeu més fotos d'aquest monument · Carregueu una nova foto d'aquest monument                                                             |
| Hôtel                                                            | Inv.  | Segle XVIII     | Bellcaire rue de l'Hôtel-de-Ville                       | 43° 48′ 25″ N, 4° 38′ 39″ E / 43.806822°N,4.644266°E   | PA00102985 | Hôtel · Vegeu més fotos d'aquest monument · Carregueu una nova foto d'aquest monument                                                            |
| Casa                                                             | Inv.  | Segle XVII      | Bellcaire 11 rue Jean-Jacques-Rousseau                  | 43° 48′ 28″ N, 4° 38′ 27″ E / 43.807826°N,4.640938°E   | PA00103012 | Carregueu una nova foto d'aquest monument |
| Casa                                                             | Inv.  | Segle XVI       | Bellcaire 13 rue Jean-Jacques-Rousseau                  | 43° 48′ 28″ N, 4° 38′ 27″ E / 43.807915°N,4.640934°E   | PA00103013 | Carregueu una nova foto d'aquest monument |
| Antiga capella Saint-Pierre                                      | Cat.  | Segle XVIII     | Bellcaire 19 rue Ledru-Rollin                           | 43° 48′ 28″ N, 4° 38′ 38″ E / 43.8077417°N,4.6437533°E | PA00102978 | Carregueu una nova foto d'aquest monument |
| Capella Saint-Pierre-des-Rives                                   | Inv.  | Segles XII-XVI  | Bellcaire rue Mirabeau                                  | 43° 48′ 27″ N, 4° 38′ 50″ E / 43.807387°N,4.647324°E   | PA00102979 | Capella Saint-Pierre-des-Rives · Vegeu més fotos d'aquest monument · Carregueu una nova foto d'aquest monument                                   |
| Edifici                                                          | Inv.  | Segle XVIII     | Bellcaire 10 rue Mirabeau                               | 43° 48′ 27″ N, 4° 38′ 50″ E / 43.807492°N,4.647211°E   | PA00102993 | Edifici · Carregueu una nova foto d'aquest monument                                                                                              |
| Edifici                                                          | Inv.  |                 | Bellcaire 12 rue Nationale; rue du Jeu-de-Paume         | 43° 48′ 26″ N, 4° 38′ 21″ E / 43.8072107°N,4.6390542°E | PA00102994 | Edifici · Carregueu una nova foto d'aquest monument                                                                                              |
| Casa                                                             | Inv.  | Segle XVI       | Bellcaire 73 rue Nationale                              | 43° 48′ 27″ N, 4° 38′ 31″ E / 43.807411°N,4.64192°E    | PA00103014 | Casa · Vegeu més fotos d'aquest monument · Carregueu una nova foto d'aquest monument                                                             |
| Casa                                                             | Inv.  | Segle XVI       | Bellcaire 9 rue Roquecourbe                             | 43° 48′ 31″ N, 4° 38′ 45″ E / 43.808732°N,4.645885°E   | PA00103017 | Casa · Carregueu una nova foto d'aquest monument                                                                                                 |
| Edifici                                                          | Inv.  |                 | Bellcaire place de la République                        | 43° 48′ 29″ N, 4° 38′ 46″ E / 43.8081°N,4.6461°E       | PA00102997 | Edifici · Vegeu més fotos d'aquest monument · Carregueu una nova foto d'aquest monument                                                          |
| Edifici                                                          | Inv.  |                 | Bellcaire place de la République                        | 43° 48′ 29″ N, 4° 38′ 46″ E / 43.808°N,4.6461°E        | PA00102996 | Edifici · Vegeu més fotos d'aquest monument · Carregueu una nova foto d'aquest monument                                                          |
| Edifici                                                          | Inv.  |                 | Bellcaire place de la République                        | 43° 48′ 30″ N, 4° 38′ 46″ E / 43.8082°N,4.6461°E       | PA00102995 | Edifici · Vegeu més fotos d'aquest monument · Carregueu una nova foto d'aquest monument                                                          |
| Nínxol amb estàtua                                               | Inv.  |                 | Bellcaire place de la République; rue des Trois-Pigeons | 43° 48′ 30″ N, 4° 38′ 46″ E / 43.808375°N,4.646021°E   | PA00103021 | Nínxol amb estàtua · Carregueu una nova foto d'aquest monument                                                                                   |
| Casa                                                             | Inv.  | Segles XVI-XVII | Bellcaire 18 rue de la République                       | 43° 48′ 31″ N, 4° 38′ 39″ E / 43.808515°N,4.644293°E   | PA00103015 | Casa · Vegeu més fotos d'aquest monument · Carregueu una nova foto d'aquest monument                                                             |
| Edifici                                                          | Inv.  | Segle XVII      | Bellcaire 21 rue de la République                       | 43° 48′ 30″ N, 4° 38′ 41″ E / 43.8084605°N,4.6446112°E | PA00103000 | Edifici · Vegeu més fotos d'aquest monument · Carregueu una nova foto d'aquest monument                                                          |
| Maison des Cariatides                                            | Inv.  |                 | Bellcaire 23 rue de la République                       | 43° 48′ 30″ N, 4° 38′ 42″ E / 43.8083798°N,4.644868°E  | PA00103003 | Maison des Cariatides · Vegeu més fotos d'aquest monument · Carregueu una nova foto d'aquest monument                                            |
| Casa                                                             | Inv.  | Segle XVII      | Bellcaire 31 rue de la République                       | 43° 48′ 30″ N, 4° 38′ 43″ E / 43.80826°N,4.645189°E    | PA00103016 | Casa · Vegeu més fotos d'aquest monument · Carregueu una nova foto d'aquest monument                                                             |
| Edifici                                                          | Inv.  | Segle XIV       | Bellcaire 4 rue de la République                        | 43° 48′ 32″ N, 4° 38′ 35″ E / 43.8089019°N,4.6431718°E | PA00102998 | Carregueu una nova foto d'aquest monument |
| Edifici                                                          | Inv.  | Segles XVI-XVII | Bellcaire 8 rue de la République                        | 43° 48′ 32″ N, 4° 38′ 36″ E / 43.808814°N,4.6434618°E  | PA00102999 | Edifici · Vegeu més fotos d'aquest monument · Carregueu una nova foto d'aquest monument                                                          |
| Casa dita gòtica                                                 | Cat.  | Segles XV-XVII  | Bellcaire 8 rue Victor-Hugo                             | 43° 48′ 30″ N, 4° 38′ 46″ E / 43.808349°N,4.646177°E   | PA00103002 | Casa dita gòtica · Carregueu una nova foto d'aquest monument                                                                                     |
| Edifici                                                          | Inv.  |                 | Bellcaire rue Victor-Hugo; rue Diderot                  | 43° 48′ 30″ N, 4° 38′ 47″ E / 43.808283°N,4.646369°E   | PA00103001 | Edifici · Carregueu una nova foto d'aquest monument                                                                                              |
| Tram de la Via Domícia                                           | Inv.  | Antiguitat      | Bellcaire les Carrières                                 | 43° 48′ 59″ N, 4° 35′ 46″ E / 43.8164°N,4.5962°E       | PA00103023 | Tram de la Via Domícia · Modifica el valor a Wikidata · Carregueu una nova foto d'aquest monument                                                |
| Porta de Rochecourbe                                             | Inv.  | Segle XVIII     | Bellcaire                                               | 43° 48′ 35″ N, 4° 38′ 46″ E / 43.809615°N,4.646174°E   | PA00103022 | Porta de Rochecourbe · Vegeu més fotos d'aquest monument · Carregueu una nova foto d'aquest monument                                             |
| Zona arqueològica de Saint-Roman d'Aiguille                      | Cat.  | Segles X-XII    | Bellcaire i Combs l'Aiguille                            | 43° 50′ 07″ N, 4° 36′ 41″ E / 43.835278°N,4.611389°E   | PA00103018 | Zona arqueològica de Saint-Roman d'Aiguille · Vegeu més fotos d'aquest monument · Carregueu una nova foto d'aquest monument                      |
| Ajuntament                                                       | Cat.  | Segle XVII      | Bellcaire                                               | 43° 48′ 26″ N, 4° 38′ 39″ E / 43.80725°N,4.64422°E     | PA00102986 | Ajuntament · Vegeu més fotos d'aquest monument · Carregueu una nova foto d'aquest monument                                                       |
| Església Notre-Dame-des-Pommiers                                 | Cat.  | Segle XVIII     | Bellcaire                                               | 43° 48′ 30″ N, 4° 38′ 36″ E / 43.80836°N,4.64344°E     | PA00102983 | Església Notre-Dame-des-Pommiers · Vegeu més fotos d'aquest monument · Carregueu una nova foto d'aquest monument                                 |
| Creu coberta                                                     | Cat.  | Segle XIV       | Bellcaire                                               | 43° 48′ 05″ N, 4° 37′ 59″ E / 43.80144°N,4.633012°E    | PA00102982 | Creu coberta · Vegeu més fotos d'aquest monument · Carregueu una nova foto d'aquest monument                                                     |
| Vestigis del claustre prop de l'església Notre-Dame-des-Pommiers | Inv.  | Segle XII       | Bellcaire                                               | 43° 48′ 29″ N, 4° 38′ 37″ E / 43.808161°N,4.643526°E   | PA00102981 | Vestigis del claustre prop de l'església Notre-Dame-des-Pommiers · Vegeu més fotos d'aquest monument · Carregueu una nova foto d'aquest monument |
| Castell                                                          | Cat.  | Segles XII-XVI  | Bellcaire Mont-Saint-Louis                              | 43° 48′ 37″ N, 4° 38′ 40″ E / 43.81017°N,4.64447°E     | PA00102980 | Castell · Vegeu més fotos d'aquest monument · Carregueu una nova foto d'aquest monument                                                          |
| Capella Saint-Louis                                              | Cat.  |                 | Bellcaire                                               | 43° 48′ 35″ N, 4° 38′ 43″ E / 43.809731°N,4.64527°E    | PA00102977 | Capella Saint-Louis · Vegeu més fotos d'aquest monument · Carregueu una nova foto d'aquest monument                                              |
| Capella Saint-Joseph                                             | Inv.  | Segle XVII      | Bellcaire Mas Saint-Joseph                              | 43° 45′ 18″ N, 4° 33′ 57″ E / 43.755129°N,4.565833°E   | PA00102976 | Carregueu una nova foto d'aquest monument |
| Fragment de base de mil·liari                                    | Cat.  | Alt Imperi      | Bellcaire Clos des Mélettes                             | 43° 48′ 58″ N, 4° 35′ 57″ E / 43.8161°N,4.5993°E       | PA00102975 | Carregueu una nova foto d'aquest monument |